# Province de Roi Et
Roi Et (en thaï : ร้อยเอ็ด) est une province (changwat) de Thaïlande.
Elle est située dans le nord-est du pays. Sa capitale est la ville de Roi Et. La province est entourée des provinces de Kalasin, Mukdahan, Yasothon, Sisaket, Surin et Maha Sarakham.

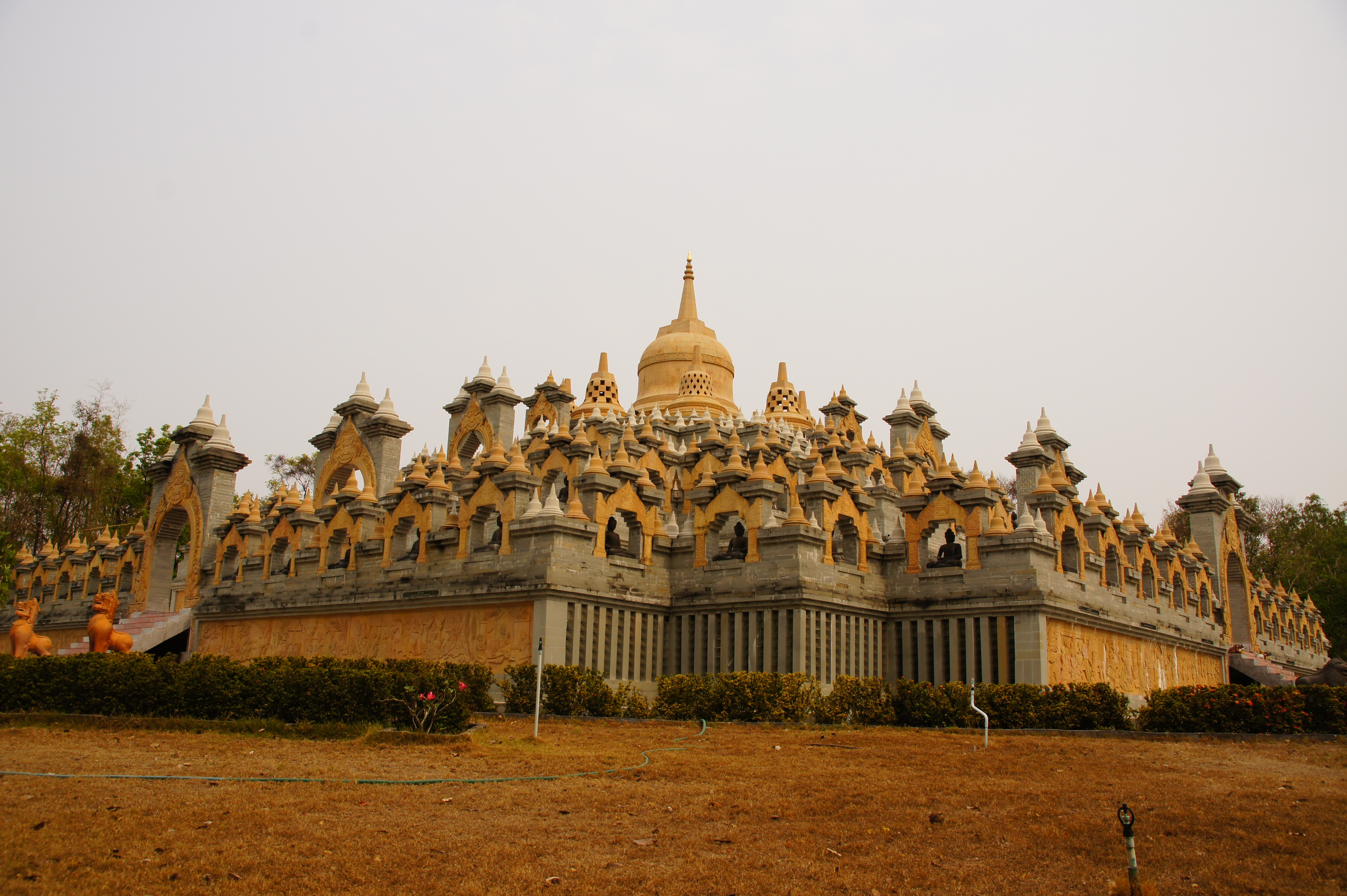
Pagode de grès, Wat Pa Kung

Roi Et signifie 101 en référence aux onze villes entourant la ville principale. Afin d'amplifier l'importance de cette ville le nombre 11 est devenu 101.

## Histoire
Comme l'attestent quelques ruines, la province était déjà habitée à l'époque de l'Empire khmer.

## Subdivisions

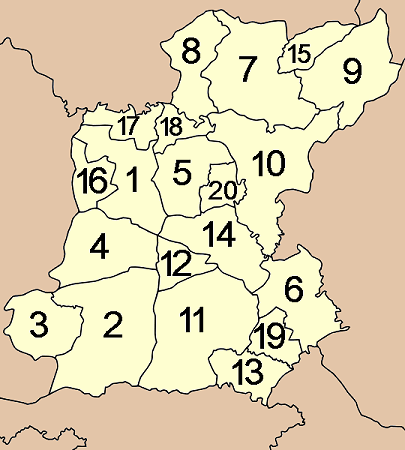
Carte des amphoe de la province de Roi Et.

Roi Et est subdivisée en 20 districts (amphoe) : Ces districts sont eux-mêmes subdivisés en 193 sous-districts (tambon) et 2 311 villages (muban).
| 1. Amphoe Mueang Roi Et 2. Amphoe Kaset Wisai 3. Amphoe Pathum Rat 4. Amphoe Chaturaphak Phiman 5. Amphoe Thawat Buri 6. Amphoe Phanom Phrai 7. Amphoe Phon Thong 8. Amphoe Pho Chai 9. Amphoe Nong Phok 10. Amphoe Selaphum | 1. Amphoe Suwannaphum 2. Amphoe Mueang Suang 3. Amphoe Phon Sai 4. Amphoe At Samat 5. Amphoe Moei Wadi 6. Amphoe Si Somdet 7. Amphoe Changhan 8. Amphoe Chiang Khwan 9. Amphoe Nong Hi 10. Amphoe Thung Khao Luang |